# Xiao Yang
Xiao Yang (chino: 肖扬, chino tradicional: 肖揚, pinyin: Xiāo Yáng, Jyutping: Chiu Yeung; Heyuan, Cantón, 1 de agosto de 1938-19 de abril de 2019) fue un político chino, elegido presidente de la Corte Suprema Popular de la República Popular China en marzo de 1998, cargo que ejerció hasta marzo de 2008.

## Biografía
Fue miembro del Partido Comunista de China desde mayo de 1966. Se graduó en la Escuela de Leyes de la Universidad Renmin en 1962. 
Fue ministro de Justicia desde 1993 hasta 1998 y luego fue nombrado presidente de la Corte Suprema Popular de la RPCh para reemplazar a Ren Jianxin y fue reelecto para un segundo periodo.
Fue miembro del 15° y del 16° Comité Central del Partido Comunista de China.